# Dorcadion suturale
Dorcadion suturale là một loài bọ cánh cứng trong họ Cerambycidae.